# Marian Grynberg

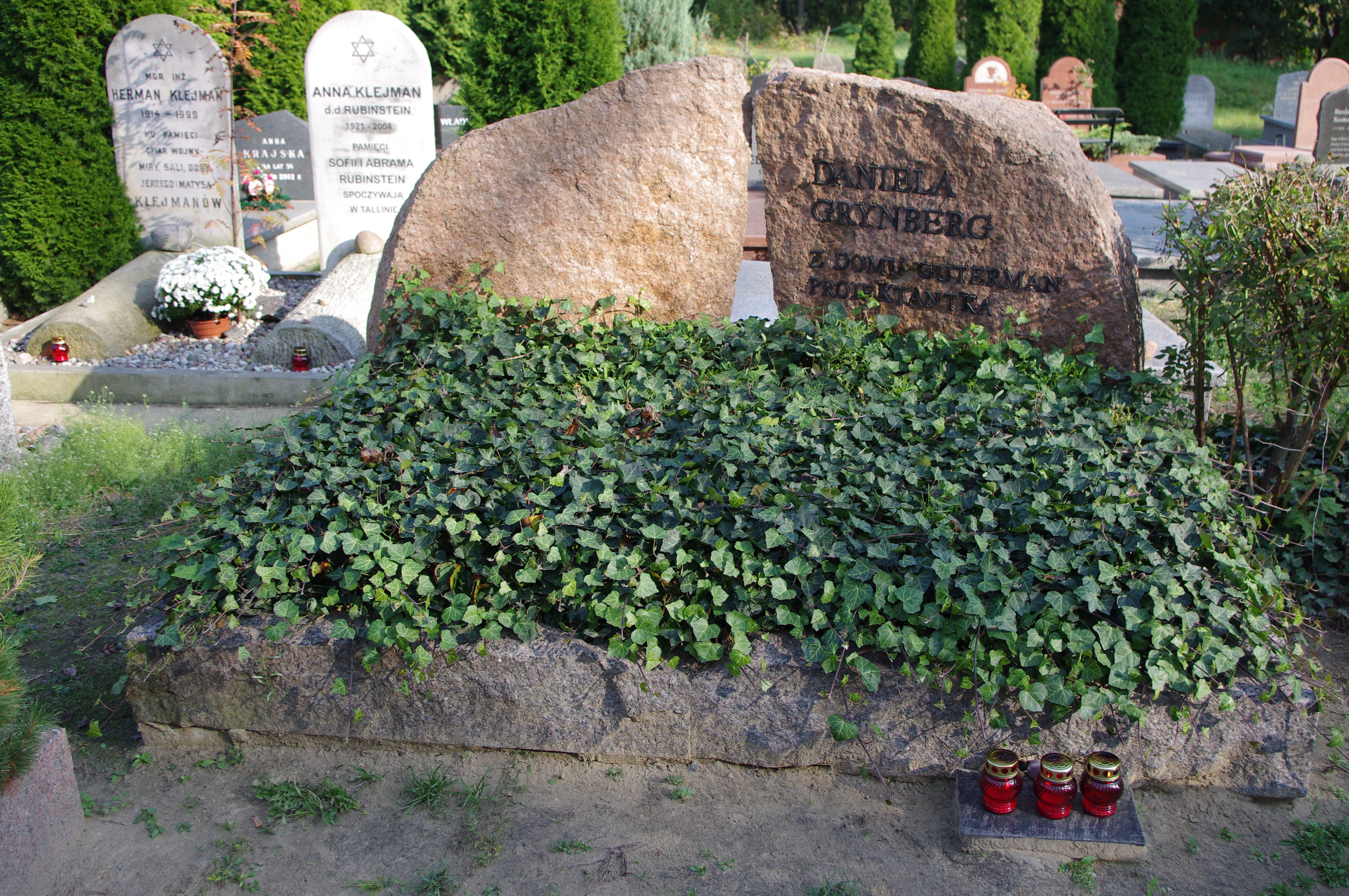
Grób żony Mariana Grynberga – projektantki Danieli Grynberg na cmentarzu żydowskim przy ul. Okopowej w Warszawie

Marian Grynberg (ur. 11 kwietnia 1940 w Warszawie, zm. 19 listopada 2017 na Zanzibarze) – polski fizyk, specjalizujący się w fizyce ciała stałego i fizyce półprzewodników, profesor nauk fizycznych, wieloletni nauczyciel akademicki Uniwersytetu Warszawskiego.

## Życiorys
Urodził się w Warszawie, w żydowskiej rodzinie Zygmunta (1903–1995), lekarza, i Rity ze Szlosbergów (1900–1977). Wkrótce po narodzinach trafił wraz z rodzicami do getta warszawskiego. W połowie 1942 udało im się przedostać na aryjską stronę, gdzie ukrywali się pod nazwiskiem Jastrzębscy do upadku powstania warszawskiego. Następnie trafili do Izabelina, gdzie schronienia udzieliła im Klara Neugebauer. Przebywali tam do stycznia 1945. Następnie powrócili do Warszawy.
W 1962 ukończył studia na Wydziale Matematyki i Fizyki Uniwersytetu Warszawskiego. Od tego czasu pracował w Instytucie Fizyki Doświadczalnej UW, gdzie m.in. w latach 1976–1980 był wicedyrektorem, a w latach 1981−1984 dyrektorem. W 1966 uzyskał stopień doktora, w 1973 habilitację, w 1980 tytuł profesora nadzwyczajnego, a w 1989 profesora zwyczajnego.
W latach 1971–1972 i 1980–1981 odbył staże naukowe na Sorbonie, a w latach 1987–1988 na Université Joseph Fourier w Grenoble.
Od 1982 był członkiem Towarzystwa Naukowego Warszawskiego (TNW), od 1984 członkiem, a następnie w latach 1987–1993 sekretarzem Komisji Fizyki Półprzewodników Międzynarodowej Unii Fizyki Czystej i Stosowanej (IUPAP). W latach 1990–1996 był przewodniczącym Zespołu Ekspertów ds. Nauk Ścisłych Ministerstwa Edukacji Narodowej. W latach 1992–2005 był także wiceprezesem Zarządu Fundacji na rzecz Nauki Polskiej.
Współredagował Encyklopedię fizyki współczesnej wydaną w 1983 roku przez PWN . Od 1990 był jednym z edytorów czasopisma Solid State Communications oraz członkiem zespołu redakcyjnego czasopisma Materials Science & Engineering B Solid State Materials for Advanced Technology. Był promotorem i recenzentem wielu prac doktorskich i habilitacyjnych.
Jego żoną była projektantka Daniela z Gutermanów (1940–2002), z którą miał synów Mikołaja i Marcina.
Pochowany 30 listopada 2017 na cmentarzu żydowskim przy ulicy Okopowej w Warszawie (sektor 2a-8-30).

## Wybrane publikacje
- 1975: Dynamiczna funkcja dielektryczna w półprzewodnikach z zerową przerwą energetyczną.

## Ordery i odznaczenia
- Krzyż Oficerski Orderu Odrodzenia Polski (15 czerwca 2005)[11]
- Honorowe Odznaczenie Fundacji na rzecz Nauki Polskiej[12]